# مقاطعة تاويون
تاويون (معناها الحرفي:بلدة حديقة الخوخ) مدينة تقع في شمال تايوان.تبعد عن العاصمة تايبيه مسافة 30 دقيقة بالسيارة تقريبا.
تعد تاويون سابع أكبر مدينة من حيث عدد السكان في تايوان في الوقت الحاضر، حيث يفوق عدد سكانها 414 ألف نسمة.
تعتبر تاويون المخرج الرئيس من جزيرة تايوان, حيث يوجد فيها مطار تايوان تاويون الدولي الذي يعد أكبر مطارات تايوان.

## الجغرافيا
تقع تاويون في الجزء الشمالي من تايوان على هضبة تاويون.يمر في المدينة نهر نانكان الذي يبلغ طوله حوالي 31 كم.

## المناخ
مناخ المدينة مناخ رطب شبه مداري يتميز بصيف حار وشتاء معتدل، وتهطل الأمطار طوال السنة بشكل عام خصوصا في النصف الأول من السنة بسبب تأثير الرياح القادمة من الصين.
يعتبر مناخ تاويون أكثر اعتدالا من مناخ تايبيه الجديدة (المدينة المجاورة لتاويون) على الرغم من أن تاويون أقرب إلى خط الإستواء.

## الاقتصاد
يوجد في المدينة مقرات العديد من الشركات مثل شركة اتش تي سي وغيرها.كما كانت تاويون إحدى المدن المستضيفة لمهرجان الأفلام الأوروبية في تايوان عام 2012.

## التعليم

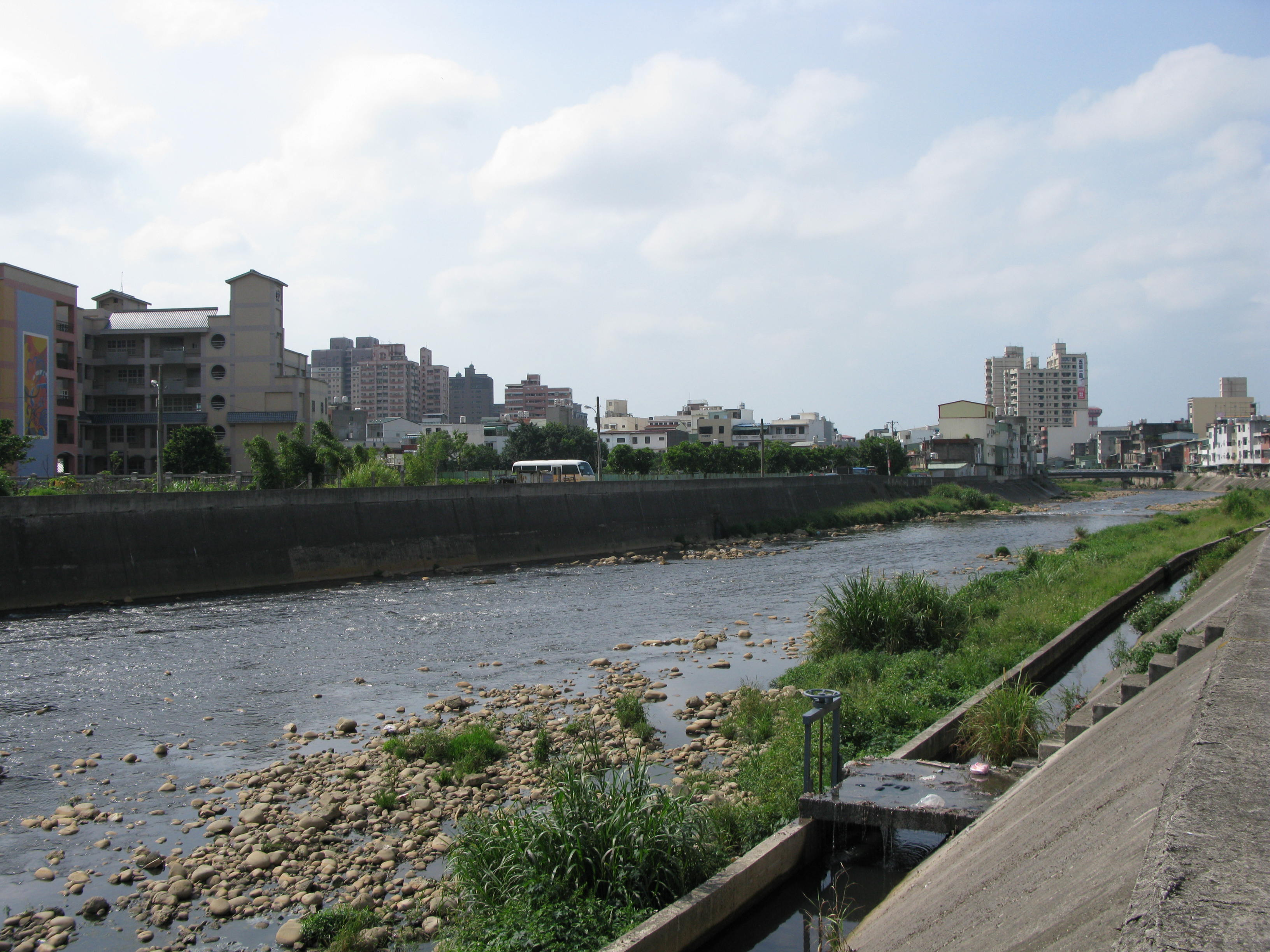
نهر نانكان في تاويون

يوجد في المدينة العديد من المؤسسات التعليمية، ومنها:
- 5 مدارس ثانوية مهنية.
- 12 مدرسة ثانوية.
- 23 مدرسة ابتدائية.

كما يوجد 10 جامعات بالقرب من تاويون.

## المدن التوأمة
- إرفاين، كاليفورنيا
- كينويك، واشنطن
- رادوم، بولندا

## أعلام
- أنجيلا تشانغ
- تشانغ كاي تشن